# سندرم شی براق
سندرم شی براق (انگلیسی: Shiny object syndrome) وضعیتی است که در آن افراد توجه بی‌رویه و نابرابری بر روی ایده‌های جدید و مد روز متمرکز می‌کنند، اما به محض اینکه چیزی جدید جای آن را می‌گیرد، آن را رها می‌کنند.

## استفاده
سندرم شی براق (SOS) یک مفهوم روان‌شناختی و فرهنگی است که در آن افراد بر روی یک ایده جدید و مد روز تمرکز می‌کنند، صرف نظر از اینکه در نهایت چه مقداری ارزشمند یا مفید باشد. در حالی که در حال حاضر به نظر می‌رسد چیزی ارزش تمرکز بر آن را داشته باشد، در نهایت یک مسئله برای پرت کردن حواس است، یا حواس‌پرتی شخصی یا کاری که عمداً برای پرت کردن حواس دیگران انجام می‌شود. افرادی که با ترس از دست دادن مواجه می‌شوند، معمولاً مستعد چنین مسئله‌ای هستند.
اصطلاح سندروم شی براق بیشتر زمانی استفاده می‌شود که افراد بر روی چیز کوچکی تمرکز می‌کنند یا آنقدر روی آن باقی می‌مانند که تصویر بزرگ را از دست می‌دهند. مثال این سندروم در ادبیات مدیریت، ادبیات روانشناختی رایج و در سراسر علوم اجتماعی و کامپیوتر استفاده می‌شود.